# Camarillas
Camarillas (aragónul Camariellas) település Spanyolországban, Teruel tartományban. Camarillas Aliaga, Aguilar del Alfambra, Miravete de la Sierra, Jorcas, Galve és Hinojosa de Jarque községekkel határos. Lakosainak száma 120 fő (2024).

## Népesség
A település népessége az utóbbi években az alábbiak szerint változott:
| Lakosok száma | 116  | 102  | 107  | 112  | 117  | 103  | 89   | 100  | 84   | 120  |
|               | 2001 | 2004 | 2007 | 2009 | 2012 | 2014 | 2017 | 2019 | 2022 | 2024 |